# بريكيو سارينتو (رواية)
ألبريكيو سارينتو (بالإسبانية: El Periquillo Sarniento)‏، ((بالعربية)) تعتبر هذه الرواية من أهم أعمال الكاتب المكسيكي خوسيه خواكين فيرنانديز دي ليزارد الذي يعتبر رائد التيار الأدبي الرومانسي في المكسيك متأثرًا بحركة التنوير. لقد تم نشرها في عام 1816 تزامنًا مع حرب الاستقلال المكسيكية وتم نشر هذة الرواية في أول جريدة مكسيكية ا«لبنسادور» المكسيكي التي تم إغلاقها من قبل حكومة الكونجرس بتهمة أنها حفزت بشكل خيالي قراءها في التمرد في إسبانيا الجديدة. وتعتبر عمومًا الرواية الأولى التي كتبت ونشرت في أمريكا اللاتينية.
ظهرت الثلاث مجلدات الأولى في عام 1817 لكن تم فرض الرقابة علي الجزء الرابع لما تحتوية من نقد العبودية ولم يتم نشرها بكاملها إلّا في عام 1830 بعد وفاة ليذاردي. وطُبعت الرواية باستمرار في أكثر من عشرين إصدارًا منذ ذلك الحين. أما خلال فترة حكم نائب الملك تم منع قراءة بعض الأعمال الخيالية لأنها كانت تشجع من الكسل باستخدام الخيال والتفكير لنقد المجتمع.
كتبت الرواية في لحظة حرجة من تاريخ المكسيك خلال فترة تحولها مع معظم دول أمريكا اللاتينية من تبعية الاستعمار إلى الاستقلال. وصفت الناقدة الأدبية البريطانية جان فرانكو الرواية قائلًة:
«تعتبر الرواية لائحة اتهام شرسة للإدارة الإسبانية في المكسيك التي كان الفساد، والجهل، وانتشار الخرافة أبرز سماتها».
يتسم هذا العمل بالسخرية من البطل الذي ينتمي لعامة الشعب ذات صفات غريبة ومن مغامراتة ومن عيوبه من حياته ومن مماته وذلك فترة نهاية الحكم الإسباني في المكسيك. تعتبرالرواية شهادة عيان ذات قيمة عالية علي احداث تلك الفترة كما ذكر الكاتب والفيلسوف الإسباني فرناندو سباتر «الرجال السيئين والأشرار في تلك الرواية دائمًا ما يقومون بتسليتنا وامتاعنا»
في النهاية فإن روايه البريكيو سارينتو تعرض الفلكلور والعادات المكسيكية والشخصية الصعلوكية للبطل وذروة فترة المستعمرة المكسيكية.

## القصة
تدور أحداث الرواية حول مغامرات بيدرو سارينتو الذي يشتهر بين أصدقائه سيئي السمعة باسم البريكيو سارينتو، يولد بيدرو سارينتو في مدينة مكسيكو سيتي لعائلة لاتينية تنحدر من أصل أسباني، وتتم تنشئته بطريقة خاطئة. يستمر بيدرو في محاولات لا تنتهي لكسب العيش عن طريق الخداع والاحتيال فتارة نجده طالبًا، تارةً أخرى راهبًا، ثم مقامر، وموثق عقود، وحلاق، وصيدلي، وطبيب، ومتسول، وجندي، وكونت، ولص، ولا يتغير الحال سوى في وقت متقدم من حياته حين يبدأ في عيش حياة صادقة.

## التأثير
ينتقد ليزاردي على مدى أحداث الرواية الظروف الاجتماعية التي أدت إلى ضياع حياة البطل، متأثرًا في هذا المنحى بعمله الصحفي في بدايات القرن التاسع عشر، مما جعله يهتم بمناقشة الآراء أكثر من الاهتمام بالحوادث الدنيوية. ظل أسلوب المزاوجة بين روح الفكاهة، والنقد الاجتماعي والوعظ الأخلاقي الذي استخدمه ليزاردي في هذه الرواية شائعًا في الروايات المكسيكية التي تلت ذلك طوال القرن التاسع عشر.

## الإصدارات
- تعد النسخة الأكثر انتشارًا من ألبريكيو سارينتو تلك التي قدّمت باللغة الإسبانية، التي تم تحريرها وتعليقها بواسطة جيفرسون ريا سبيل، بواسطة إديتوريال بوروا (العديد من الإصدارات منذ عام 1949).[4]
- أما الطبعة الجديدة فقد تم تحريرها وتعليقها من قبل كارمن رويز باريونيفو، في مدريد من قبل إديشيون كاتيدرا في عام 1997، ونم نشرها بعد ذلك. ولكن سرعان ما نفدت طبعتها.
- تم نشر ترجمة جزئية للرواية إلى اللغة الإنجليزية في عام 1942 بواسطة دوبل داي تحت عنوان «الببغاء الحكة». ركزت المترجمة كاثرين آن بورتر على رواية البيكاريسك النابضة بالحياة وجردتها من أجزاء كتيبها الصحفي.
- قامت شركة هاكيت للنشر بنشر ترجمة إنجليزية جديدة وغير مختصرة بعنوان ببغاء مانجي (2004).
- كما تم نشر موجز لترجمة هاكيت[5] بعنوان ببغاء مانجي، مختصر (2005).
- كما برزت بعض الطبعات عبر الإنترنت من خلال المكتبة الافتراضية التي عرضت نسخة رقمية باللغة الإسبانية (المجلد الأول والرابع). حيث ساهم مترجم طبعة هاكيت في هذه المقالة وصححها، وتحتوي على الكثير من نفس المعلومات التي ستجدها في مقدمة تلك الترجمة.[2]

## الانتقادات
غالبًا ما تنتقد النزعة الأخلاقية التي تكثر في أدب ليزاردي، بيد أن أجوستين يانيس يبررها بأنها سمة غالبة على أدب المكسيك، كما كانت شائعة في نمط الحياة المكسيكية في تلك الحقبة.
لاحظ النقاد أيضًا أن اهتمام ليزاردي بتصوير الحقائق، وإعادة إنتاج الخطاب القيمي للمجتمع المكسيكي من جميع الطبقات الاجتماعية قد جعل روايته تمثل جسرًا بين قالب البيكاريس الموروث الذي شكل بنية الرواية الصريحة، وبين أدب الحركة الجمالية الإسبانية التي بدأت في القرن التاسع عشر.

## القيمة الثقافية للرواية
يعتبر خوسيه خواكين فيرنانديز دي ليزاردي رمزًا لجيل المثقفين والفنانين والكتاب الذين قادوا المكسيك في العصر الحديث، وقد شكلت الحقبة التاريخية الحافلة بالتناقضات الصريحة، وعصر الانتقال من الحكم الاستعماري إلى الاستقلال أثرًا واضحًا في إنتاجه الأدبي الذي يتمثل في أربع روايات، والعديد من الحكايات الرمزية، ومسرحيتين، وعشرات القصائد، وأكثر من 250 مقالاً ومنشورًا. تعتبر كتابات ليزاردي في المجمل ذات أهمية خاصة على ثلاثة محاور:
-     كأسلوب وكتعبيرات فنية بحد ذاتها.
-     ساهمت كنصوص بطرق حيوية في إثراء الحياة الفكرية للمكسيك في وقت مبكر من استقلالها.
-     كنافذة على الحياة اليومية في المكسيك خلال تلك الحقبة..
تعد رواية إلبريكيو سارينتو هي أهم أعمال ليزاردي على الإطلاق، وفيها يهدف الكاتب لتحقيق الترفيه، والتنوير معًا في آن واحد، وهي أيضًا رواية كوميدية مفعمة بالحيوية تعرض الكثير من واقع المكسيك في عام 1816.
في رواياته التالية ليالي حزينة في عام 1818، ولاكويجوتيتا وابن عمها في عام 1819 غلب الطابع الوعظي لدى ليزاردي على طابع الترفيهي. حيث تعتبر لاكويجوتيتا وابن عمها على وجه الخصوص درسًا في الأخلاق مليء بشخصيات مسطحة وظيفتها تمثيل نقائص أو فضائل معينة. على عكس رواية ليزاردي الأخيرة دون كاترين دي لا فاشيندا التي كتبها في عام 1820، حيث بذل ليزاردي فيها جهدًا كبيرًا للرد على منتقدي الوعظ الصريح في روايته الأولى، وكانت النتيجة هي صورة شطارية مخففة، وموحدة فنيًا، وأكثر سخرية، وأكثر قتامة.
وأخيرًا؛ فإن الرواية تتمتع فوق كل هذا بميزة أن تكون العمل الروائي الأول الذي يكتب في أمريكا اللاتينية كما أشار ليزاردي إلى ذلك قائلًا:
«أنا بعيد كل البعد عن الظن بأنني قد كتبت تحفة خالية من العيوب؛ فهي تحتوي على الكثير من الأشياء التي أعرفها جيدًا ولا بد أن الآخرين لم يلاحظوها، ولكنها أيضًا تتمتع بامتياز فريد لا يمكن إنكاره، وهو أن تكون أول رواية تكتب في أمريكا اللاتينية منذ ثلاثمائة عام.»